# جاك فلاج
جاك فلاج (بالإنجليزية: Jack Flag)‏ هو بطل خارق ظهر في الكتب المصورة الأمريكية التي نشرتها مارفل كومكس. ظهر من حين لآخر إلى جانب كابتن أمريكا وكان عضوًا في حراس المجرة.